# Leivanectes
Leivanectes bernardoi is een lid van de Plesiosauria dat tijdens het vroege Krijt leefde in het gebied van het huidige Colombia.

## Vondst en naamgeving
In 1999 schonk José Sierra plesiosauriërkaken, gevonden bij de Loma de Cabrera vier kilometer ten westen van Villa de Leiva, aan de Fundacion Colombiana de Geobiología. De fossielen werden toegevoegd aan de collectie van het Centro de Investigaciones Paleontologicas in Villa de Leiva. Tegen 2019 werd het stuk  geprepareerd door Maria Eurídice Páramo-Fonseca, door middel van een zuurbad. Ze paste een innovatieve methode toe waarbij de botten vrijgelegd werden door een zwakke oplossing van zwavelzuur dat onmiddellijk verdund werd door waterdamp zodat het zeer reële risico op onherstelbare schade tot een mimimum beperkt werd.
In 2019 werd de typesoort Leivanectes bernardoi benoemd en beschreven door Maria Eurídice Páramo-Fonseca, Jose Patricio O'Gorman, Zulma Gasparini, Santiago Padilla en Mary Luz Parra-Ruge. De geslachtsnaam combineert een verwijzing naar Villa de Leiva met een Grieks nèktès, "zwemmer". De soortaanduiding eert wijlen Carlos Bernardo Padilla die samen met zijn broer Santiago Padilla de oprichter was van het Centro de Investigaciones Paleontologicas. De Life Science Identifiers, nodig voor de geldigheid van een naam verschenen in een elektronisch tijdschrift, zijn 0ABD03CB-A12F-49F5-9D5DFCA9D5C13417 voor het geslacht en AD814CB0-17AF-4842-BD31-5DC0D09B8DFE voor de soort.
Het holotype, FCG-CBP-22, is gevonden in de bovenste of the Arcillolitas-Abigarradas-afzetting van de Pajaformatie die dateert uit het bovenste Aptien. Het bestaat uit de voorste kop. Bewaard zijn gebleven de snuit, de zone rond de oogkassen, het verhemelte en de voorste helft van de onderkaken. Het betreft een volwassen individu.

## Beschrijving

### Grootte en onderscheidende kenmerken
De lengte van Leivanectes is geschat op negen meter, indien de nek lang is zoals de verwantschappen doen vermoeden.
De beschrijvers stelden een unieke combinatie van op zich niet unieke kenmerken vast. De praemaxillae hebben geen middenrichel bovenop. De derde en vierde premaxillaire tandkassen zijn opvallend groot met een diameter overdwars gelijk aan een zevende van de snuitlengte. Naast de symfyse van de onderkaken liggen drie paar tanden. Er zijn vijf premaxillaire tanden. De ploegschaarbeenderen missen een achterste V-vormige inkeping nabij de interne neusgaten om de pterygoïden te bergen. Zeven van de dentaire tanden liggen vóór de oogkas. De onderrand van het dentarium is langs de symfyse niet geornamenteerd. Het neusgat is een ellips in plaats van hartvormig.

### Skelet
De kop is relatief groot. De snuit is breed en tongvormig. Het gebit is robuust. De premaxillaire tanden en voorste maxillaire tanden hellen naar voren. De derde premaxillaire tand is ruim tweemaal zo breed als de tweede. Er zijn wellicht elf maxillaire tanden. De vierde maxillaire tand is veel langer dan de overige.

## Fylogenie
Leivanectes is in de Elasmosauridae geplaatst, in een vrij afgeleide positie als zustertaxon van een klade bestaande uit Tuarangisaurus en Thalassomedon.

## Levenswijze
Leivanectes was wellicht gespecialiseerd in het vangen van grotere prooien, waarvoor het vervaarlijke gebit nuttig zou zijn.